# 10084 Rossparker
10084 Rossparker è un asteroide della fascia principale. Scoperto nel 1990, presenta un'orbita caratterizzata da un semiasse maggiore pari a 2,2240170 au e da un'eccentricità di 0,1613591, inclinata di 3,51246° rispetto all'eclittica.